# Carrol Chandler

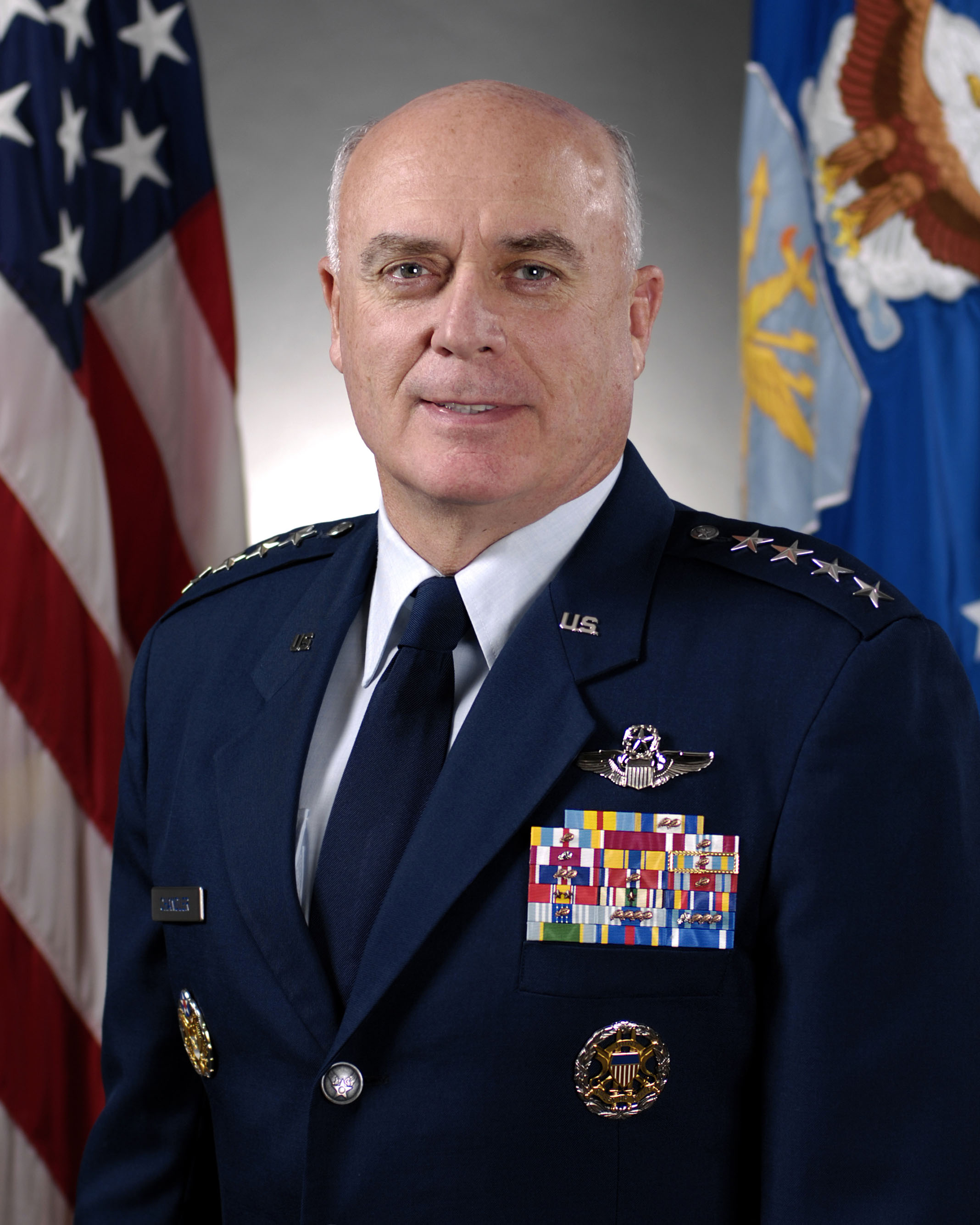
Carrol Chandler

Carrol Howard Chandler (* 16. März 1952) ist ein pensionierter General der United States Air Force. Er war unter anderem Kommandeur der Pacific Air Forces und der 35. Vice Chief of Staff of the Air Force.

## Leben
Carrol Chandler wuchs in Carthage in Missouri auf. Im Jahr 1974 absolvierte er die United States Air Force Academy in Colorado Springs. Nach seiner Graduation wurde er als Leutnant in das Offizierskorps der Air Force aufgenommen. In der Folge durchlief er alle Offiziersgrade vom Leutnant bis zum Vier-Sterne-General.
Im Lauf seiner militärischen Karriere absolvierte er verschiedene Kurse und Schulungen. Dazu gehörten unter anderem eine Ausbildung zum Kampfpiloten und weitere Fortbildungskurse als Pilot von neuen Flugzeugtypen, die Squadron Officer School auf der Maxwell Air Force Base in Alabama, das Air Command and Staff College, das sich ebenfalls auf der Maxwell AFB befindet, und das National War College in Fort Lesley J. McNair in Washington, D.C. Außerdem erhielt er akademische Grade von der Webster University, der Harvard Kennedy School und der University of North Carolina at Chapel Hill.
In seinen frühen Jahren als Luftwaffenoffizier war er auf verschiedenen Stützpunkten in den Vereinigten Staaten stationiert. Dabei war er als Pilot, Flugausbilder oder Stabsoffizier bei unterschiedlichen Einheiten tätig. Zwischenzeitlich war er mehrfach in Japan stationiert. Zwischen Juni 1992 und August 1994 leitete Chandler als Oberst die Luftwaffenabteilung im Hauptquartier der amerikanischen Militärmission in Saudi-Arabien. Es folgte eine Versetzung auf die Nellis Air Force Base in Nevada, wo er zwischen August 1994 und Mai 1995 die 554th Support Group kommandierte. Danach befehligte er bis zum April 1996 auf der Eglin Air Force Base in Florida das 33. Kampfgeschwader (33rd Fighter Wing) und dann bis Juli 1998 das 56. Kampfgeschwader (56th Fighter Wing), das auf der Luke Air Force Base in Arizona stationiert war.
Anschließend wurde er nach Neapel in Italien versetzt. Dort war Carrol Chandler zwischen August 1998 und November 1999 Stabschef bei den dortigen Alliierten Luftwaffeneinheiten. Danach gehörte er bis März 2000 der Stabsabteilung für Operationen beim NATO-Hauptquartier Allied Forces Southern Europe, ebenfalls in Neapel, an. Zwischen April 2000 und Mai 2001 gehörte Chandler in unterschiedlichen Funktionen zum Stab des Hauptquartiers der Air Force. Daran schloss sich eine Versetzung zur Langley Air Force Base in Virginia an. Dort war er zwischen Mai 2001 und September 2002 Abteilungsleiter in der Abteilung für Luftoperationen beim Air Combat Command.
Als Nächstes wurde er auf die Elmendorf Air Force Base in Alaska versetzt. Dort war er von September 2002 bis Oktober 2005 Kommandeur des United States Alaskan Command und der 11. Luftflotte (Eleventh Air Force). Seit Mai 2003 kommandierte er zusätzlich noch die Joint Task Force – Alaska. Nach dem Ende dieses Auftrags wurde Carrol Chandler nach Washington, D.C. zum Hauptquartier der Luftwaffe versetzt, wo er zwischen Oktober 2005 und November 2007 dessen kombinierte Stabsabteilung für Operationen, Planungen und Bedarf leitete (deputy chief of staff for operations, plans and requirements).
Daran schloss sich eine Versetzung zur Joint Base Pearl Harbor-Hickam in Hawaii an. Dort übernahm er am 30. November 2007 als Nachfolger von Paul V. Hester das Kommando über die Pacific Air Forces. Dieses Amt bekleidete er bis zum 19. August 2009, als Gary L. North seine Nachfolge antrat. Am 27. August 2009 wurde er als Nachfolger von William M. Fraser zum 35. Vice Chief of Staff of the Air Force ernannt. Dieses Amt hatte er bis zum 14. Januar 2011 inne, als er von Philip M. Breedlove abgelöst wurde. Anschließend schied Chandler aus dem aktiven Militärdienst aus.
Während seiner aktiven Zeit als Militärpilot brachte er es auf über 3900 Flugstunden auf verschiedenen Flugzeugtypen.

## Daten der Beförderungen
| Abzeichen | Rang               | Jahr              |
| --------- | ------------------ | ----------------- |
|           | Second Lieutenant  | 5. Juni 1974      |
|           | First Lieutenant   | 5. Juni 1976      |
|           | Captain            | 5. Juni 1978      |
|           | Major              | 1. August 1984    |
|           | Lieutenant Colonel | 1. Mai 1987       |
|           | Colonel            | 1. April 1991     |
|           | Brigadier General  | 22. Februar 1997  |
|           | Major General      | 1. Februar 2000   |
|           | Lieutenant General | 1. November 2002  |
|           | General            | 30. November 2007 |

## Orden und Auszeichnungen
Carrol Chandler erhielt im Lauf seiner militärischen Laufbahn unter anderem folgende Auszeichnungen:
- Defense Distinguished Service Medal
- Air Force Distinguished Service Medal
- Defense Superior Service Medal
- Legion of Merit
- Defense Meritorious Service Medal
- Meritorious Service Medal
- Air Force Commendation Medal
- Joint Meritorious Unit Award
- Combat Readiness Medal
- National Defense Service Medal
- Southwest Asia Service Medal
- Global War on Terrorism Service Medal
- NATO-Medaille

Außerdem erhielt er zahlreiche Ordensbänder (Ribbons).